# Jo Kanazawa
Jo Kanazawa (金沢 浄 Kanazawa Jō?, nacido en Iruma, Saitama, 9 de julio de 1976) es un exfutbolista japonés. Jugaba de defensa y su último club fue el Thespakusatsu Gunma de Japón.

## Trayectoria

### Clubes
| Club                | País  | Año         |
| ------------------- | ----- | ----------- |
| Júbilo Iwata        | Japón | 1999 - 2002 |
| FC Tokyo            | Japón | 2003 - 2009 |
| Júbilo Iwata        | Japón | 2009 - 2013 |
| Thespakusatsu Gunma | Japón | 2014        |

## Estadística de carrera

### J. League
| Club                | Año   | J. League | J. League | Copa J. League | Copa J. League | Total | Total |
| Club                | Año   | Part.     | Goles     | Part.          | Goles          | Part. | Goles |
| ------------------- | ----- | --------- | --------- | -------------- | -------------- | ----- | ----- |
| Júbilo Iwata        | 1999  | 12        | 0         | 2              | 0              | 14    | 0     |
| Júbilo Iwata        | 2000  | 10        | 0         | 3              | 0              | 13    | 0     |
| Júbilo Iwata        | 2001  | 19        | 2         | 7              | 0              | 26    | 2     |
| Júbilo Iwata        | 2002  | 22        | 1         | 6              | 1              | 28    | 2     |
| FC Tokyo            | 2003  | 30        | 3         | 7              | 0              | 37    | 3     |
| FC Tokyo            | 2004  | 24        | 0         | 9              | 0              | 33    | 0     |
| FC Tokyo            | 2005  | 22        | 0         | 6              | 0              | 28    | 0     |
| FC Tokyo            | 2006  | 0         | 0         | 2              | 0              | 2     | 0     |
| FC Tokyo            | 2007  | 29        | 0         | 6              | 1              | 35    | 1     |
| FC Tokyo            | 2008  | 14        | 0         | 5              | 0              | 19    | 0     |
| FC Tokyo            | 2009  | 4         | 0         | 2              | 0              | 6     | 0     |
| Júbilo Iwata        | 2009  | 8         | 0         | 0              | 0              | 8     | 0     |
| Júbilo Iwata        | 2010  | 14        | 0         | 5              | 1              | 19    | 1     |
| Júbilo Iwata        | 2011  | 8         | 0         | 1              | 0              | 9     | 0     |
| Júbilo Iwata        | 2012  | 5         | 0         | 3              | 0              | 8     | 0     |
| Júbilo Iwata        | 2013  | 1         | 0         | 4              | 0              | 5     | 0     |
| Thespakusatsu Gunma | 2014  | 10        | 1         | -              | -              | 10    | 1     |
| Total               | Total | 232       | 7         | 68             | 3              | 300   | 10    |

## Palmarés

### Títulos nacionales
| Título         | Club         | País  | Año  |
| -------------- | ------------ | ----- | ---- |
| J1 League      | Júbilo Iwata | Japón | 1999 |
| J1 League      | Júbilo Iwata | Japón | 2002 |
| Copa J. League | FC Tokyo     | Japón | 2004 |
| Copa J. League | Júbilo Iwata | Japón | 2010 |